# Montmartre-i siklóvasút
A Montmartre-i siklóvasút (franciául: Funiculaire de Montmartre) egy siklóvasút Franciaország fővárosában, Párizs 18. kerületében, a Montmartre negyedben található. A párizsi közlekedési hatóság, a RATP által üzemeltetett rendszert 1900-ban nyitották meg. 1935-ben és 1991-ben teljesen átépítették.
A rendszer csak nevében siklóvasút. Hivatalos elnevezése, a Montmartre-i siklóvasút, a korábbi kialakításának maradványa, ahol a kocsik ellensúlyozott, összekapcsolt párban közlekedtek, mindig ellentétes irányban, összehangoltan, így megfelelve a siklóvasút definíciójának. A rendszer most két egymástól függetlenül működő kocsit használ, amelyek igény szerint felfelé vagy lefelé is tudnak haladni, és így kettős ferde felvonónak minősülnek, a siklóvasút kifejezést történelmi utalásként megtartva a címében.
A rendszer a Montmartre alja és csúcsa között szállítja az utasokat, a közeli Sacré-Cœur bazilikához és a Rue Foyatier szomszédos lépcsőivel párhuzamosan. A 108 méteres távolságot és a 36 méteres szintkülönbséget a kocsik másfél perc alatt teszik meg, és évente kétmillió utast szállítanak.

## Jelenlegi kialakítás
A Schindler csoport által gyártott, elektromos vontatású rendszer 1991. június 1-jén állt forgalomba. Két, egyenként hatvan férőhelyes fülkével rendelkezik, amelyek két különálló, párhuzamos vágányon közlekednek az 1435 mm-es nemzetközi normál nyomtávolságot használva. Óránként 2000 utas szállítására alkalmas mindkét irányban. Egy utazás mindkét irányban, amely 36 m függőleges távolságot tesz meg 108 m vágánytávolságon, kevesebb mint 90 másodpercig tart, és 35,2%-os (1:3-nál valamivel meredekebb) emelkedő vagy süllyedő meredekséggel történik.
A Montmartre-i vonal technológiája annyiban különbözik a siklóvasutaktól, hogy önállóan működő kocsikat használ, amelyek inkább a hagyományos felvonókhoz hasonlítanak, és mindegyikük saját ellensúlyozással van felszerelve. A siklóvasút kocsijai viszont definíció szerint ellensúlyozott, egymással összekapcsolt párokba vannak rendezve, és együtt mozognak. A montmartre-i rendszer most lehetővé teszi, hogy minden egyes kocsi önállóan, saját emelővel és kábelekkel működjön. ennek az elrendezésnek az előnyei közé tartozik, hogy az egyik kocsi a másik karbantartása alatt is üzemben maradhat. Emellett mindkét kabin egyszerre tud felfelé haladni (általában több utas használja a rendszert felfelé, mint lefelé), míg a siklóvasút kocsijai mindig ellentétes irányban közlekednek.
Az átlátszó állomásokat François Deslaugiers építész tervezte, a kabinokat pedig Roger Tallon, aki a TGV Atlantique kocsijait is tervezte. A kabinok teteje részben üvegezett, így az utazás során az utasok felfelé is kiláthatnak.

## Képek

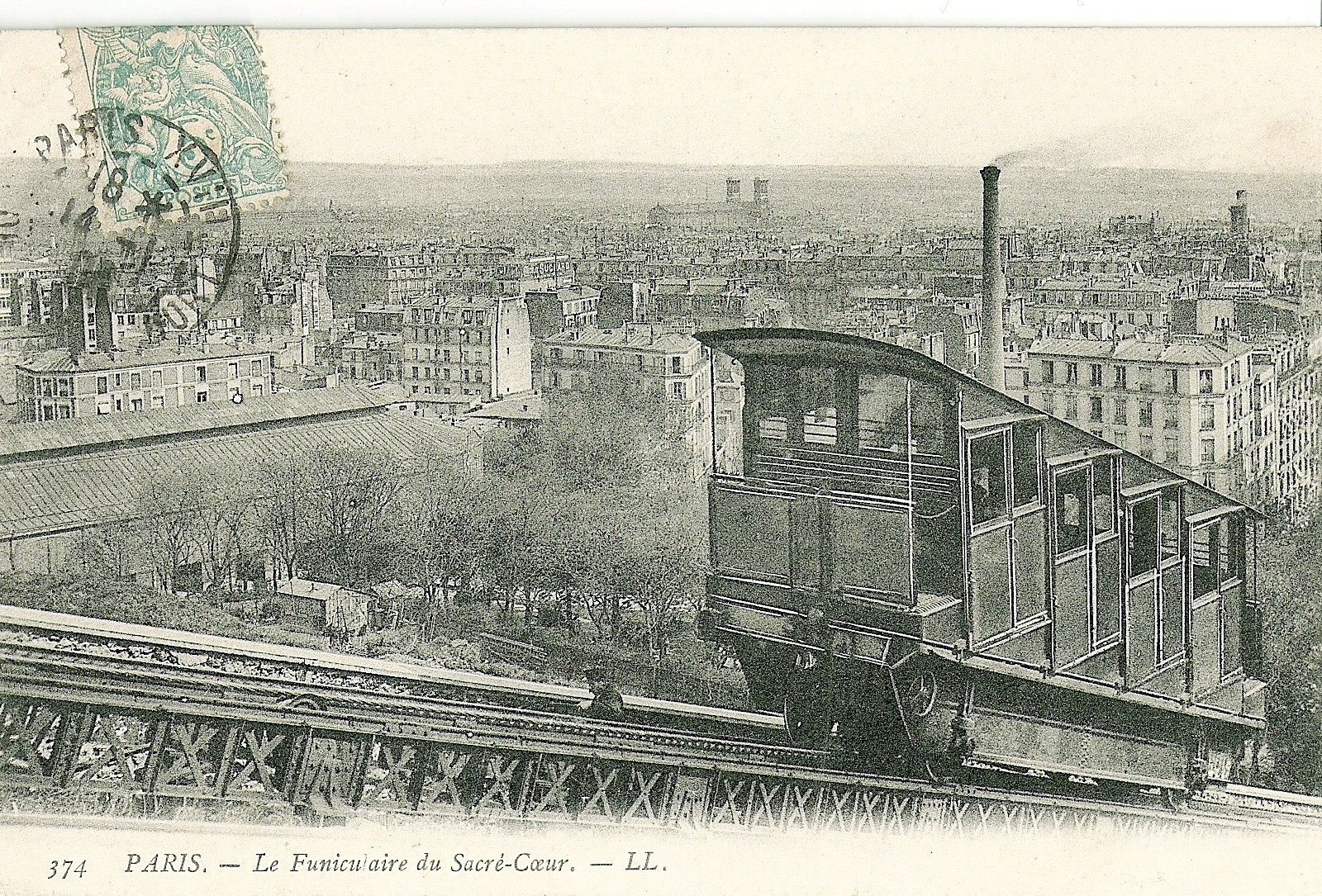
Az eredeti siklóvasút és kocsija
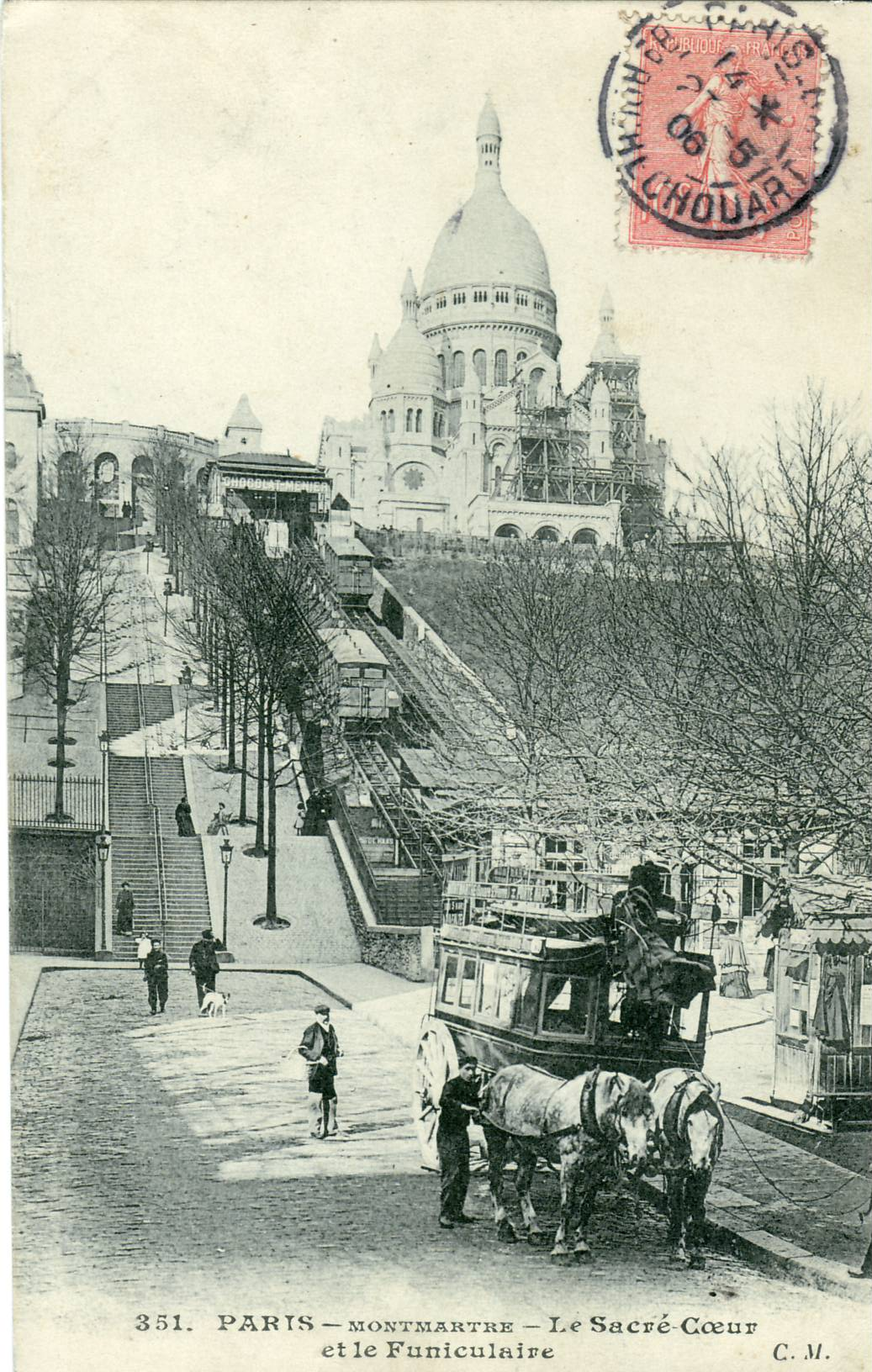
A pálya, háttérben a Sacré Cœur-bazilika
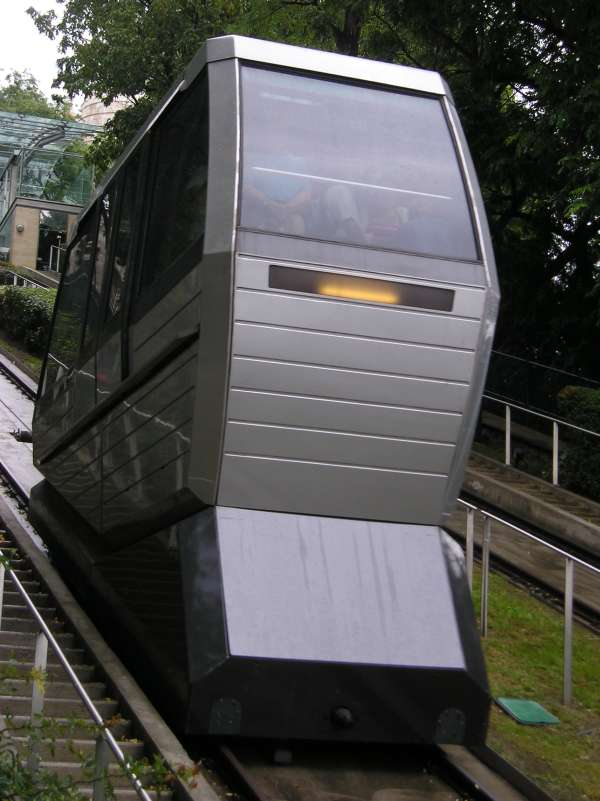
A jelenleg használt kocsi
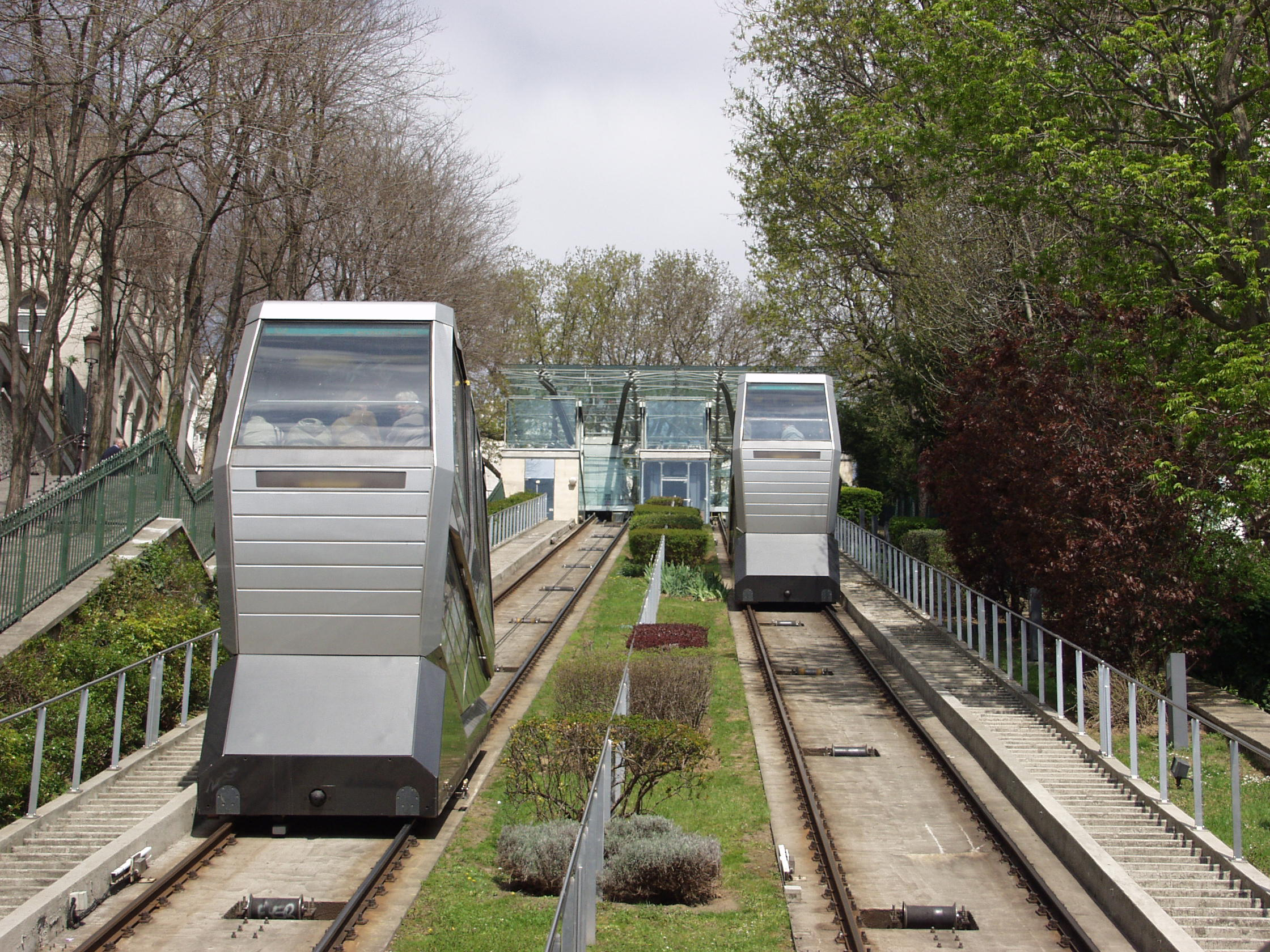
A jelenlegi pálya